# Neslia
Neslia és un gènere de plantes amb flors de la família brassicàcia. L'única espècie que conté és Neslia paniculata. És una herba anual de 15 a 60 cm d'alt, pubescent i erecta, més o menys ramificada a la part superior; fulles oblongues o lanceolades enteres o poc dentades; flors grogues, floreix d'abril a juny i fruits subesfèrics. El seu hàbitat són els camps de cereals, de la regió mediterrània a l'estatge subalpí fins als 2.200 m d'altitud. No es troba a Menorca.